# 오항궤나주

오항궤나 주의 위치

오항궤나주(영어: Ohangwena)는 나미비아 북부에 위치한 주로, 주도는 엔하나이며 면적은 10,582km2, 인구는 227,728명(2001년 기준)이다. 북쪽으로는 앙골라 쿠네느주, 동쪽으로는 서카방고 주, 남쪽으로는 오시코토 주, 남서쪽으로는 오샤나 주, 서쪽으로는 오무사티 주와 접하며 10개 선거구로 나뉜다.